# Gëzim Erebara
Gëzim Erebara est un réalisateur albanais, également scénariste, né à Dibër, Royaume des Serbes, Croates et Slovènes (actuellement République de Macédoine) le 19 mai 1928 et mort le 12 février 2007.

## Filmographie sélective (en tant que réalisateur)
- 1961 : Debatik, en collaboration avec Hysen Hakani
- 1967 : Victoire sur la mort (Ngadhnjim mbi vdekjen), en collaboration avec Piro Milkani
- 1970 : Guximtarët
- 1975 : Në fillim të verës
- 1976 : Pylli i lirisë
- 1978 : Vajzat me kordele të kuqe
- 1980 : Nusja
- 1981 : Një natë pa dritë
- 1984 : Fushë e blertë fushë e kuqe